# جيه. روبنسون
جيه. روبنسون (بالإنجليزية: J. Peter Robinson)‏ (و. 1945  م) هو ملحن، وعازف بيانو، ومؤلفو موسيقى تصويرية أمريكي، ولد في باكينغهامشير، يستخدم آلات آلة مفاتيح.

## التعليم
تعلم في الكلية الملكية للموسيقى ‏
.

## وصلات خارجية
- جيه. روبنسون على موقع IMDb (الإنجليزية)
- جيه. روبنسون على موقع ميوزك برينز (الإنجليزية)
- جيه. روبنسون على موقع أول ميوزيك (الإنجليزية)
- جيه. روبنسون على موقع أول ميوزيك (الإنجليزية)
- جيه. روبنسون على موقع ديسكوغز (الإنجليزية)
- جيه. روبنسون على موقع قاعدة بيانات الفيلم (الإنجليزية)

- جيه. روبنسون في قاعدة بيانات الأفلام على الإنترنت